# Wuerhosaurus
Wuerhosaurus (do latim "lagarto de Wuerho") é um gênero de dinossauro herbívoro e quadrúpede que viveu no fim do período Cretáceo. Media entre 4,5 e 6,5 metros de comprimento, 2,2 metros de altura e seu peso é até então difícil de estimar devido aos poucos registros fósseis desse dinossauro, mas acredita-se que pesava uns 500 ou 800 quilogramas.
O Wuerhosaurus viveu na Ásia e foi encontrado na província de Wuerho, no Noroeste da China.

## Outras espécies

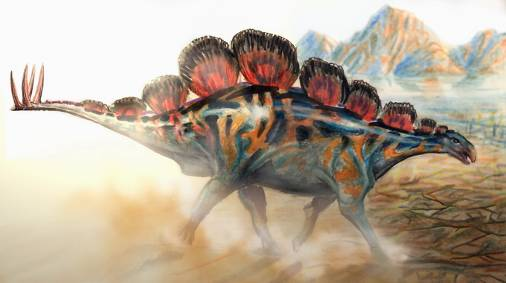
Wuerhosaurus homheni

- Wuerhosaurus homheni
- Wuerhosaurus ordosensis